# Przeciwokrętowy pocisk manewrujący

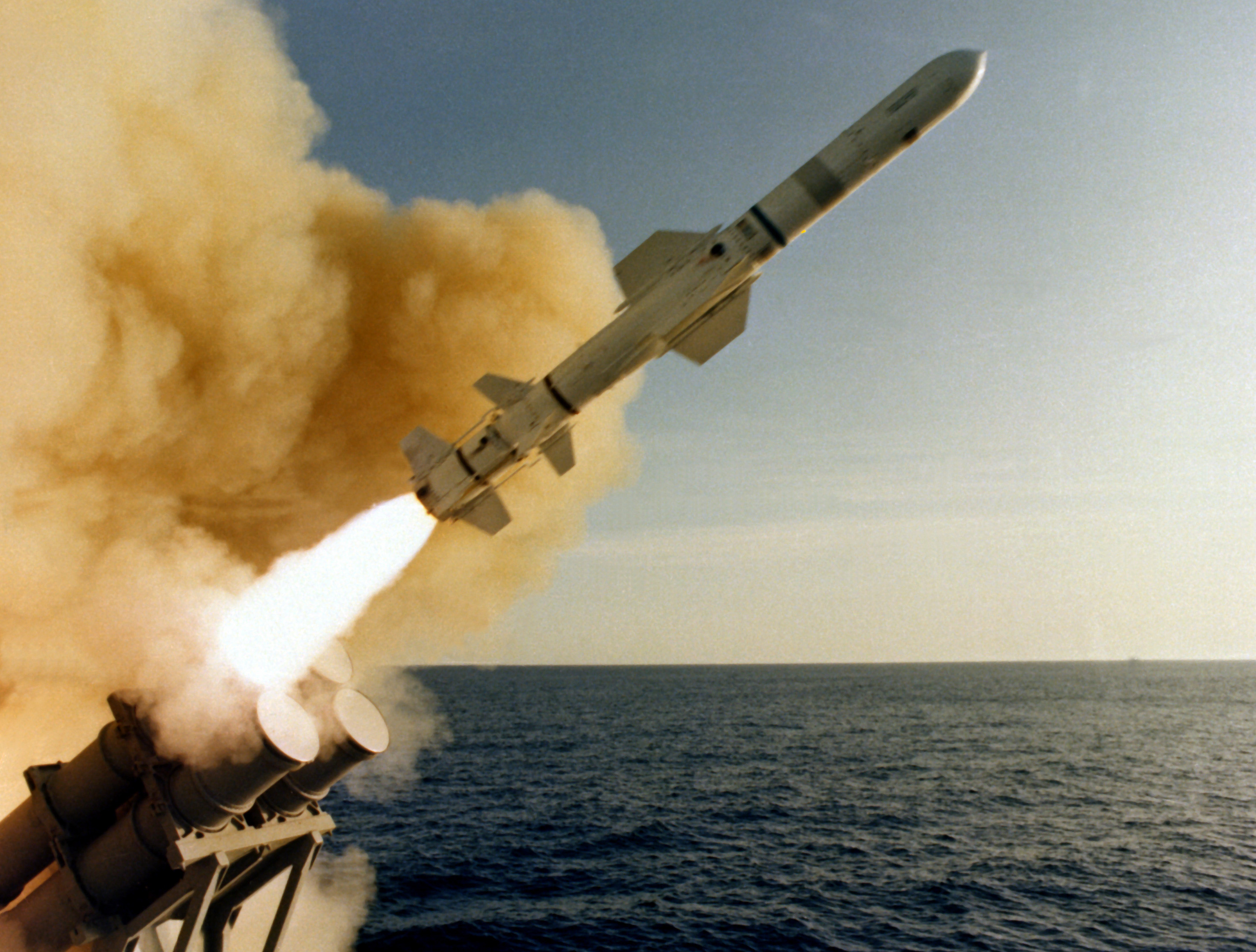
Pocisk woda-woda AGM-84 Harpoon opuszczający wyrzutnię.

Przeciwokrętowy pocisk manewrujący – rodzaj pocisków manewrujących, przeznaczonych do zwalczania celów nawodnych, w tym zwłaszcza nawodnych okrętów i statków. Wystrzeliwane z platform powietrznych, nawodnych, podwodnych lub lądowych, od lat 70. XX wieku pociski tego rodzaju stanowią podstawową broń służącą do zwalczania jednostek morskich. Pociski tego rodzaju napędzane są silnikami odrzutowymi na całej długości lotu aerodynamicznego i przenoszą najczęściej jedną głowicę bojową.

## Charakterystyka
Pociski przeciwokrętowe różnią się od siebie znacznie konstrukcją i charakterystykami, w tym rozmiarami i masą, przy czym zasadnicze różnice nie są związane z podziałami na klasy (jak woda-woda i powietrze-woda), lecz podziały przebiegają w poprzek klas. Wiele typów pocisków ma bowiem zunifikowane i pokrewne konstrukcyjnie warianty woda-woda, powietrze-woda, ziemia-woda lub głębina wodna-woda; największe różnice dotyczą natomiast wielkości i masy, układu konstrukcyjnego, napędu i zasięgu pocisków.
Dla pocisków przeciwokrętowych stosowano dwa zasadnicze układy konstrukcyjne. Najpowszechniejszy od lat 70. XX w. jest klasyczny układ rakiety (wydłużony kadłub z symetrycznymi krótkimi statecznikami), stosowany zwłaszcza w pociskach lotniczych (powietrze-woda) i unifikowanych z nimi pociskach pozostałych klas. Wcześniejsze pociski oraz rozwijane głównie w ZSRR i Rosji pociski o dużym zasięgu, to najczęściej skrzydlate pociski manewrujące, o większych rozmiarach. Sporadycznie jako pociski woda-woda małego zasięgu dla mniejszych okrętów adaptuje się także konstrukcje niewielkich przeciwpancernych pocisków kierowanych (np. francuski SS.11).
Pociski woda-woda krótkiego zasięgu są na ogół napędzane odrzutowymi silnikami rakietowymi na paliwo stałe, lecz pociski o większym zasięgu mają najczęściej napęd dwustopniowy: startowy silnik rakietowy i marszowy silnik odrzutowy przelotowy (turboodrzutowy lub inny) lub rakietowy na paliwo ciekłe.
Pociski przeciwokrętowe najczęściej samonaprowadzają się aktywnie na cel za pomocą własnego radaru. Rzadziej stosowane są pociski samonaprowadzające się pasywnie, na obraz celu w podczerwieni. Pociski o większym zasięgu w początkowej fazie lotu lecą po zaprogramowanej trasie, posługując się nawigacją bezwładnościową lub są zdalnie sterowane radiowo, natomiast w końcowej fazie lotu samonaprowadzają się na cel.
Początkowo nie przykładano wagi do toru lotu pocisków przeciwokrętowych i leciały one do celu na wysokościach rzędu kilkuset metrów lub większych. W miarę jednak ulepszeń radarów okrętowych, zaczęto konstruować pociski zniżające lot w pewnej odległości od atakowanego celu, do kilku-kilkunastu metrów nad powierzchnią wody, w celu zmniejszenia możliwości ich wykrycia i zniszczenia. Niektóre pociski mogą być używane także przeciw celom lądowym (np. RBS-15 Mk.3), a z kolei część pocisków powietrze-ziemia (nie będących specjalnymi pociskami przeciwokrętowymi) może być także używana przeciw celom morskim (np. AGM-65 Maverick).
Jako głowice bojowe stosowane są najczęściej głowice odłamkowo-burzące o masie od kilkudziesięciu do kilkuset kilogramów materiału wybuchowego lub przeciwpancerno-burzące (zwykle kumulacyjne). Część pocisków radzieckich mogła być uzbrojona w głowice atomowe.

## Historia rozwoju na świecie

### Lotnicze pociski manewrujące
Jako pierwsze prowadzono prace nad kierowanymi pociskami rakietowymi do skutecznego zwalczania okrętów przez samoloty – już od lat 30 XX wieku, m.in. w ZSRR. Pierwszą praktyczną bronią tego rodzaju był niemiecki pocisk rakietowy Henschel Hs 293, określany też jako bomba uskrzydlona, użyty bojowo na niewielką skalę z pewnymi sukcesami podczas II wojny światowej, od połowy 1943 roku. Oparty był na kadłubie bomby o masie 500 kg z dodaną aparaturą sterowania, skrzydłami i silnikiem rakietowym i był zdalnie sterowany ze stanowiska operatora w samolocie, jego zasięg wynosił jedynie kilka kilometrów. Z powodu zastosowanych systemów kierowania, wczesne pociski nie były jednak pociskami typowo przeciwokrętowymi, lecz ogólnie powietrze-powierzchnia, stosowanymi głównie do ataków na okręty, lecz także na mosty. Warto dodać, że Niemcy prowadzili także eksperymenty z pociskami zdalnie kierowanymi telewizyjnie.

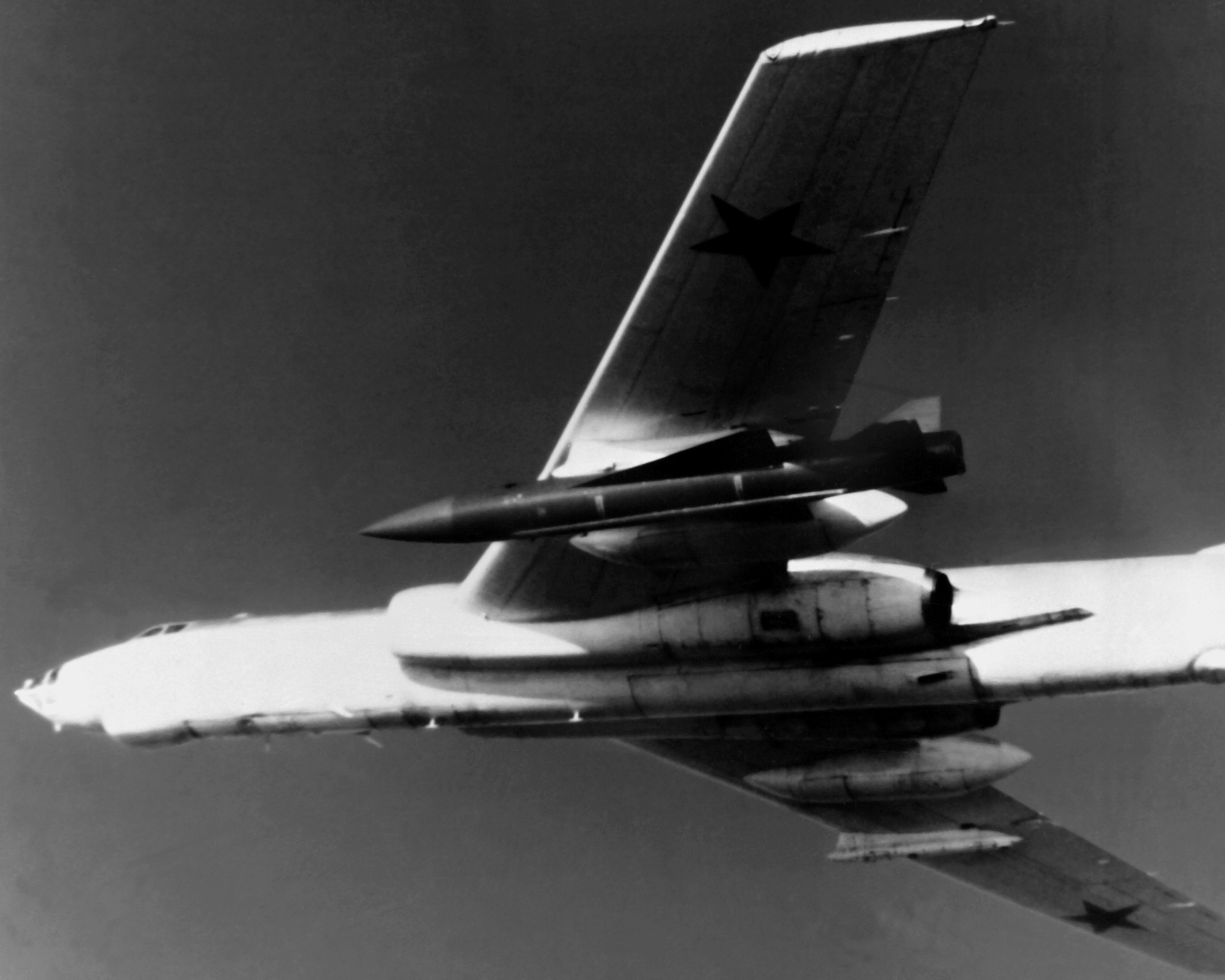
Tu-16 z ciężkim pociskiem samosterującym KSR-5 pod skrzydłem

Po II wojnie światowej pociski skrzydlate powietrze-woda były początkowo najintensywniej rozwijane w ZSRR, z powodu dążenia tego państwa do zniwelowania przewagi państw zachodnich w dużych okrętach, zwłaszcza lotniskowcach. W 1952 odpalono po raz pierwszy pocisk odrzutowy KS-1 Kometa, przyjęty na uzbrojenie w 1953. Miał on układ konstrukcyjny samolotu-pocisku, napęd turboodrzutowy, naprowadzanie półaktywne i zasięg kilkudziesięciu kilometrów; mógł być przenoszony tylko przez specjalnie przystosowane bombowce (masa głowicy 500 kg).
Cechy takie, jak duże rozmiary, układ skrzydlaty i możliwość przenoszenia jedynie przez wyspecjalizowane bombowce, pozostały także w kolejnych radzieckich ciężkich pociskach powietrze-woda: K-10 przyjętym na uzbrojenie w 1961 (głowica 940 kg lub atomowa, zasięg 180 km, silnik turboodrzutowy), KSR-2 z 1961 (głowica 850 kg, zasięg powyżej 100 km, silnik rakietowy), Ch-22 z lat 60 XX w. (zasięg 350 km, głowica 630 kg lub atomowa, silnik rakietowy) i KSR-5 z 1966. Pociski rodziny Ch-22 osiągały aż od 3-krotnej do 6-krotnej prędkość dźwięku i były rozwijane przez następne dziesięciolecia.

### Wczesne pociski morskie
Prace nad pociskami kierowanymi woda-woda rozpoczęto na świecie w latach 50 XX wieku; pierwszeństwo ma tu Szwecja, w której już w 1953 wystartował pierwszy prototypowy pocisk Robot Rb 310, a od 1957 produkowano seryjnie pocisk Rb 315 (dwustopniowy, silniki rakietowe i pulsacyjny, masa 1350 kg, głowica 450 kg, zasięg 18,5 km). Zmodyfikowany pocisk był używany także w wersji ziemia-woda, wystrzeliwanej z brzegu. W 1967 wprowadzono nowy pocisk skrzydlaty Saab Rb 08A (MM20), opracowany we współpracy z Francją (dwustopniowy, silniki rakietowe i silnik turboodrzutowy, masa 670 kg, głowica 250 kg, zasięg 300 km).

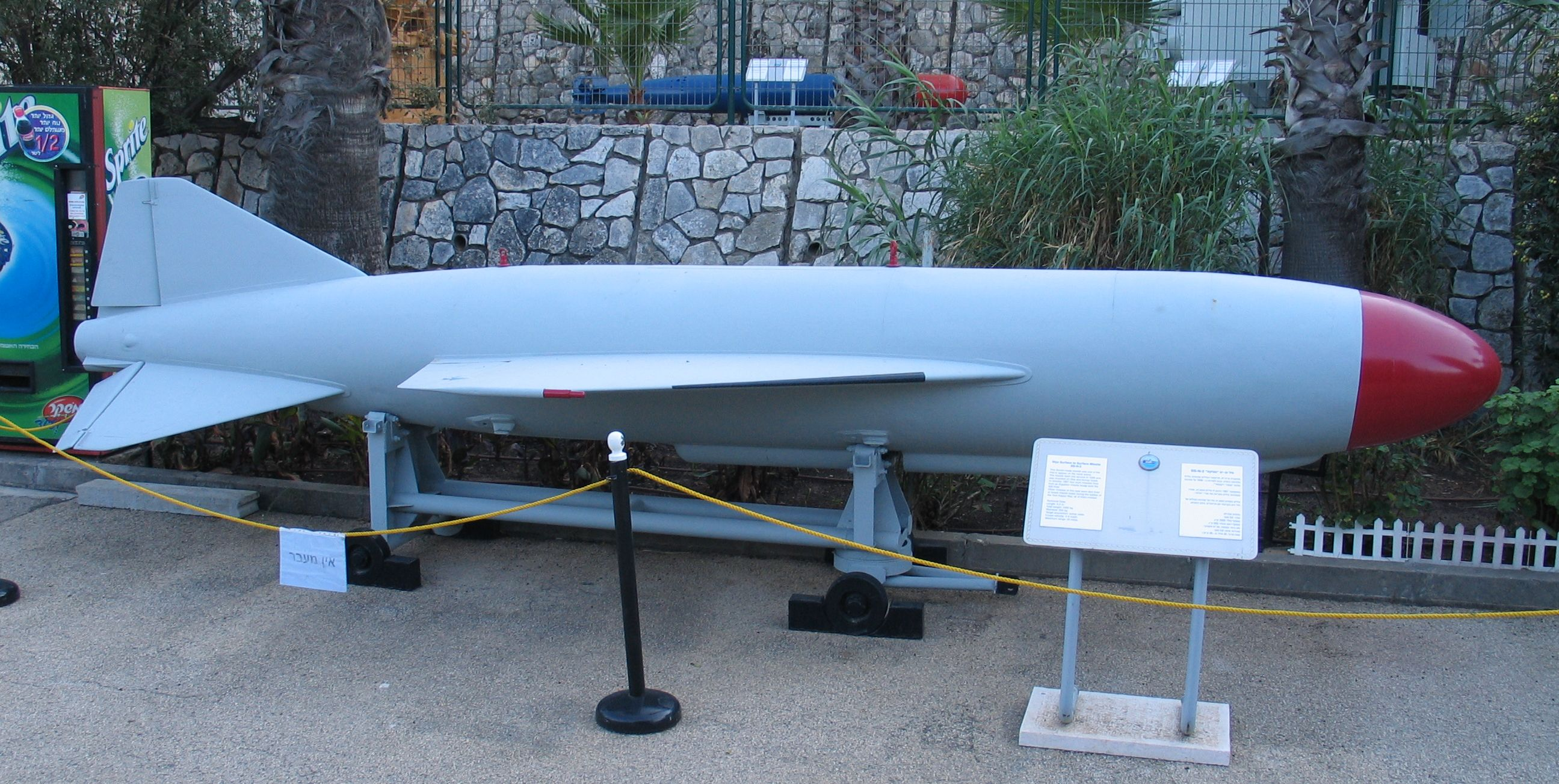
Najpopularniejszy radziecki pocisk woda-woda P-15

W 1955 opracowano pierwszy radziecki pocisk manewrujący woda-woda KSSzcz (Szczuka), który wszedł do służby od 1958. Nie był udany, lecz zapoczątkował długą linię radzieckich przeciwokrętowych pocisków skrzydlatych. Najszerzej używany z nich, w wielu krajach świata, jest P-15, w służbie od 1960 (dwustopniowy, silniki rakietowe, masa 2300 kg, głowica 450 kg, zasięg 40 km). Był to pierwszy pocisk na świecie stanowiący uzbrojenie małych okrętów – kutrów rakietowych.
W ZSRR zasadniczą rolą pocisków przeciwokrętowych było zwalczanie grup lotniskowcowych, stąd kolejne pociski, jak P-5, P-6/P-35 i następne (P-500 Bazalt, P-1000, P-120 Malachit, P-700 Granit, P-800 Oniks) miały na ogół duży zasięg kilkuset kilometrów, ciężką głowicę bojową oraz osiągały prędkość ponaddźwiękową, co pociągało za sobą duże rozmiary i masę (5-7 ton). Wystrzeliwane były m.in. przez okręty podwodne w wynurzeniu, a późniejsze także spod wody. Część z tych pocisków była używana także w systemach brzegowych ziemia-woda, natomiast były one rozwijane odrębnie od pocisków lotniczych. Słabością radzieckiego programu rozwoju pocisków przeciwokrętowych, zarówno morskich, jak i lotniczych, było jednak skupienie się na dużych pociskach skrzydlatych, które mimo ciągłego wzrostu osiągów mogły być przechwytywane przez zestawy artyleryjskie obrony bezpośredniej i pociski przeciwlotnicze, przy zaniedbaniu rozwoju pocisków umiarkowanej wielkości, mogących być przenoszonymi w większych ilościach przez małe jednostki i samoloty. Dopiero w latach 80. XX w. opracowano w ZSRR mniejszy pocisk w układzie rakiety, Ch-35 Uran, odpowiadający konstrukcjom zachodnim, istniejący w wersjach woda-woda i powietrze-woda.

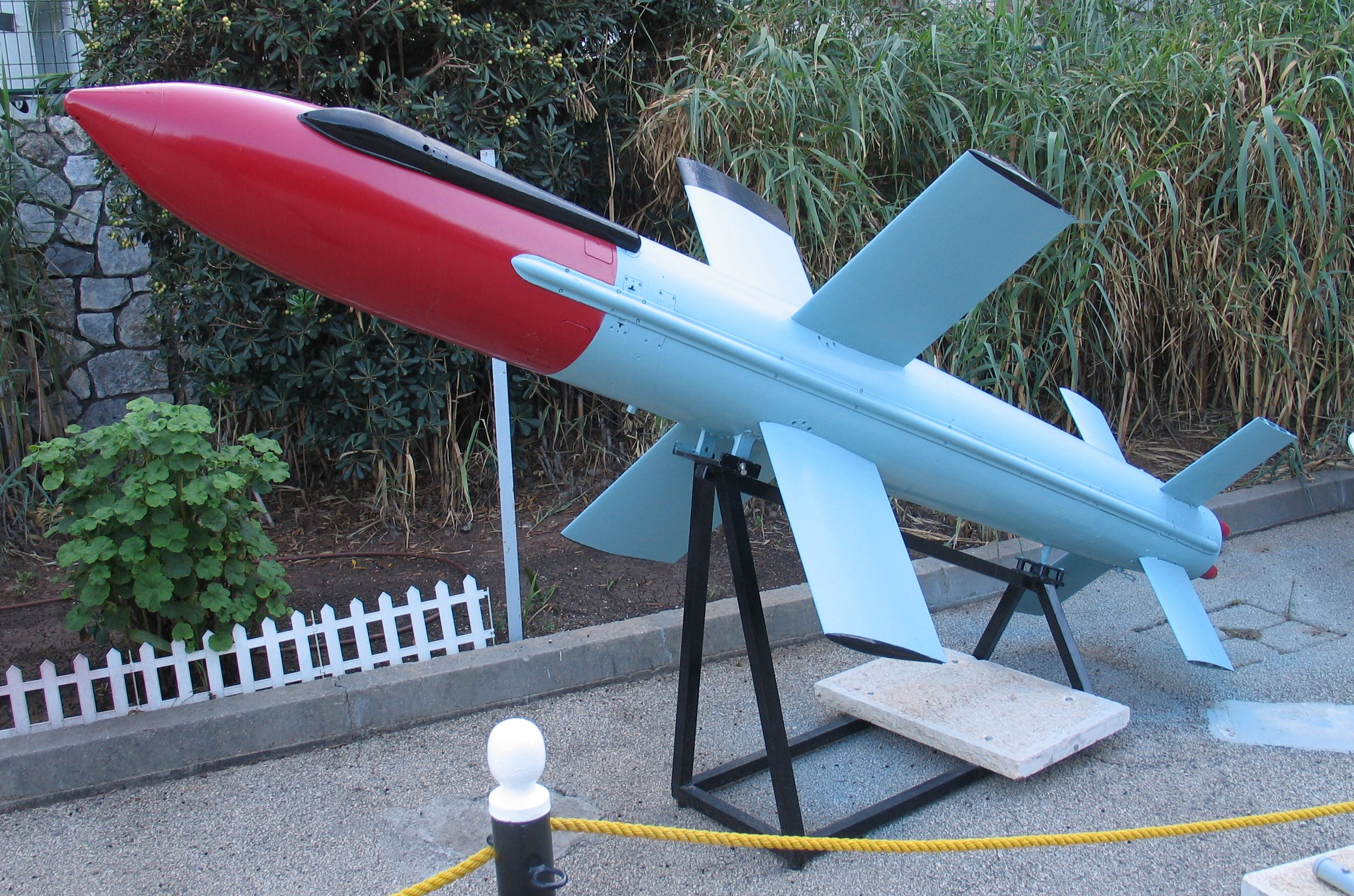
Izraelski pocisk Gabriel 1

Pod koniec lat 60 XX w. Izrael wprowadził do służby własny niewielki pocisk rakietowy woda-woda Gabriel (zasięg 20 km, masa 430 kg), rozwijany następnie w nowych wersjach do chwili obecnej.

### Pociski przeciwokrętowe nowej generacji
Wprowadzane od lat 70 XX w. nowsze pociski przeciwokrętowe z reguły mają umiarkowane rozmiary, układ rakiety i najczęściej mają zunifikowane warianty woda-woda i powietrze-woda. W swoich modernizowanych wersjach konstrukcje te są używane do dziś. Już od 1972 wprowadzono stosunkowo niewielki norweski pocisk Penguin, używany przez kilka krajów, w tym USA, także w wersji powietrze-woda i dalej rozwijany obecnie. Najbardziej znane konstrukcje tej generacji, wyznaczające standardy na świecie, to pociski Exocet i Harpoon.

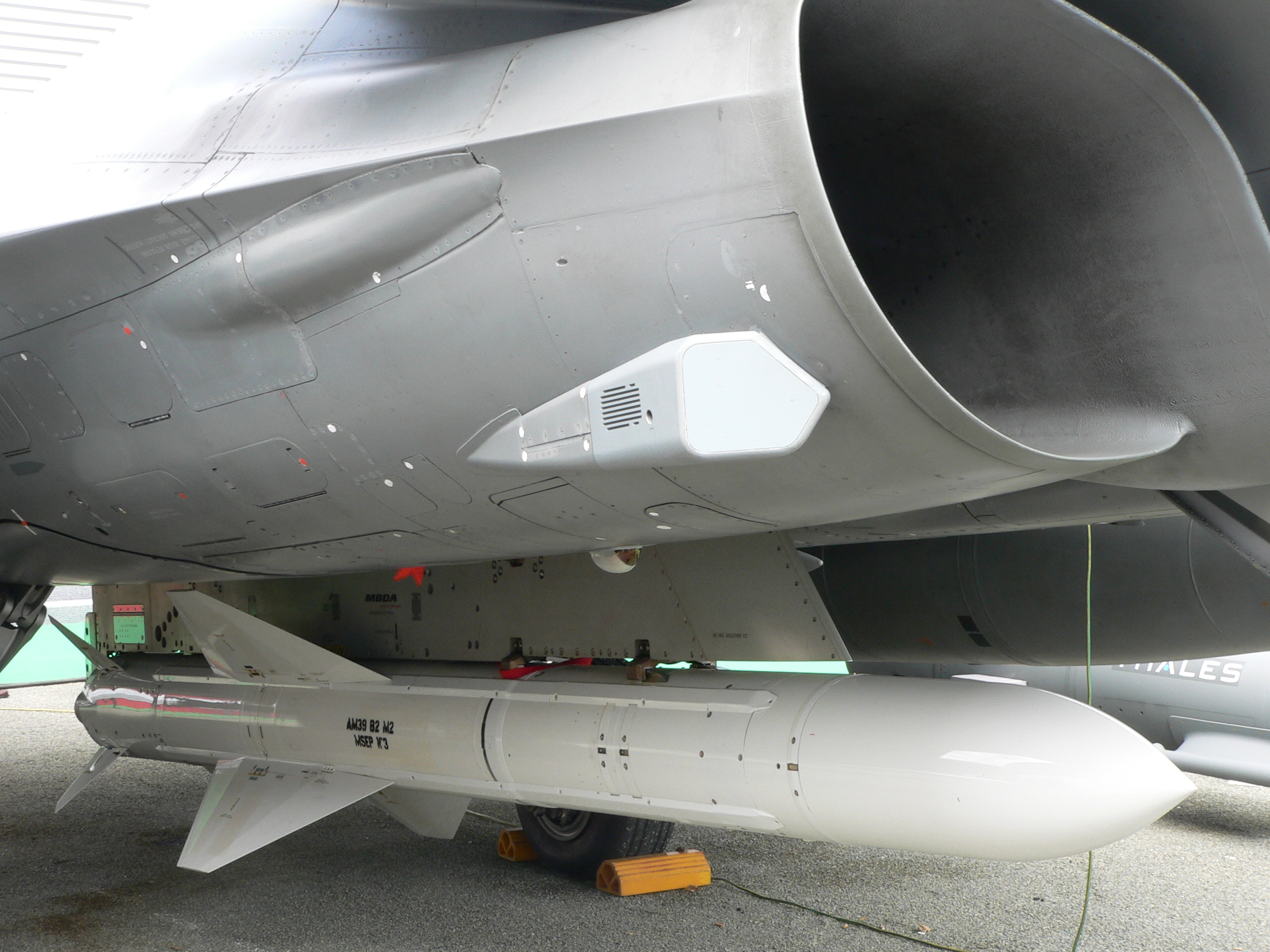
Pocisk AM-39 Exocet pod samolotem Dassault Rafale

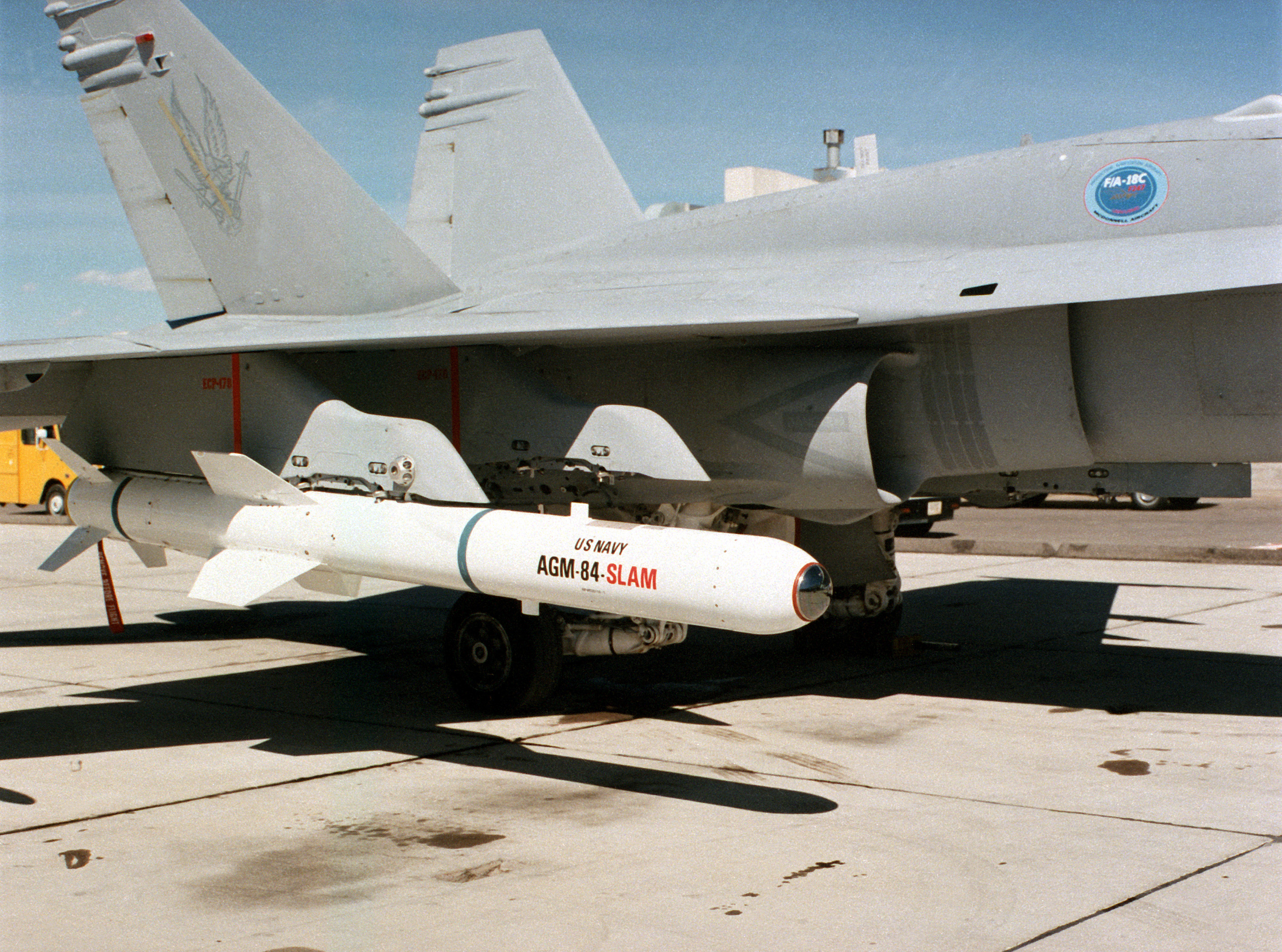
Pocisk AGM-84 Harpoon pod samolotem F/A-18

W 1975 wszedł do służby udany francuski pocisk rakietowy MM38 Exocet, zapoczątkowujący nową generację pocisków średniego zasięgu o umiarkowanych rozmiarach, unifikowanych z pociskami przenoszonymi przez lotnictwo (zasięg 42 km, masa 735 kg, głowica 165 kg). Mógł być on przenoszony także przez kutry rakietowe. Zakupiony został przez liczne kraje świata, w tym Wielką Brytanię i Niemcy. Opracowano następnie ulepszoną wersję woda-woda MM40, o zasięgu 70 km (180 km w najnowszej wersji MM40 Block 3, z marszowym silnikiem odrzutowym) oraz wersję wystrzeliwaną przez zanurzone okręty podwodne SM39.
Rozwijane następnie pociski w głównej mierze wykorzystywały napęd dwustopniowy – startowy silnik rakietowy i marszowy silnik turboodrzutowy, dla zwiększenia zasięgu. W 1977 wszedł do służby główny konkurent Exoceta – zbliżony do niego amerykański pocisk Harpoon, produkowany do chwili obecnej w swoich wersjach rozwojowych i używany w wielu krajach, przede wszystkim w odmianie woda-woda RGM-84 (zasięg 140 km, masa 628 kg, głowica 221 kg). Pozostałe odmiany to pocisk głębina wodna-woda UGM-84 i powietrze-woda AGM-84. W 1977 wszedł też do służby włoski pocisk woda-woda Teseo (Otomat) (zasięg 180 km, masa 770 kg, głowica 210 kg), również napędzany marszowym silnikiem turboodrzutowym. W 1985 wszedł do służby nowy szwedzki pocisk RBS-15, rozwijany do chwili obecnej w wersjach woda-woda, ziemia-woda i powietrze-woda. Również Chiny, od lat 70 XX w. rozwijające przestarzałe konstrukcje radzieckie, w latach 80 XX w. wprowadziły własne nowe pociski o średnich gabarytach, przede wszystkim C-801, eksportowany do kilku krajów.

## Użycie
Pierwsze lotnicze pociski przeciwokrętowe Henschel Hs 293 zadebiutowały bojowo podczas II wojny światowej, od 1943. Za ich pomocą zatopiono kilka okrętów alianckich średniej wielkości. Po II wojnie światowej pociski przeciwokrętowe były intensywnie rozwijane, jednakże użycie bojowe ich było stosunkowo rzadkie z powodu niewielkiej ilości dużych konfliktów morskich. „Rekordzistą” prawdopodobnie jest francuski pocisk Exocet, użyty bojowo znacznie ponad 100 razy.
Debiut bojowy pocisków woda-woda miał miejsce podczas wojny sześciodniowej w 1967, kiedy to egipski kuter rakietowy projektu 183R (‘Komar’) (konstrukcji radzieckiej) zatopił izraelski niszczyciel „Ejlat” pociskiem P-15. Zdarzenie to wywołało duży oddźwięk wśród specjalistów morskich na świecie.
Podczas kolejnej wojny izraelsko-arabskiej Jom Kipur w 1973, Izraelczycy nauczyli się już przeciwdziałać pociskom P-15, natomiast duże sukcesy odniosły mniejsze izraelskie kutry rakietowe uzbrojone w pociski Gabriel, topiąc siedem kutrów egipskich i syryjskich.

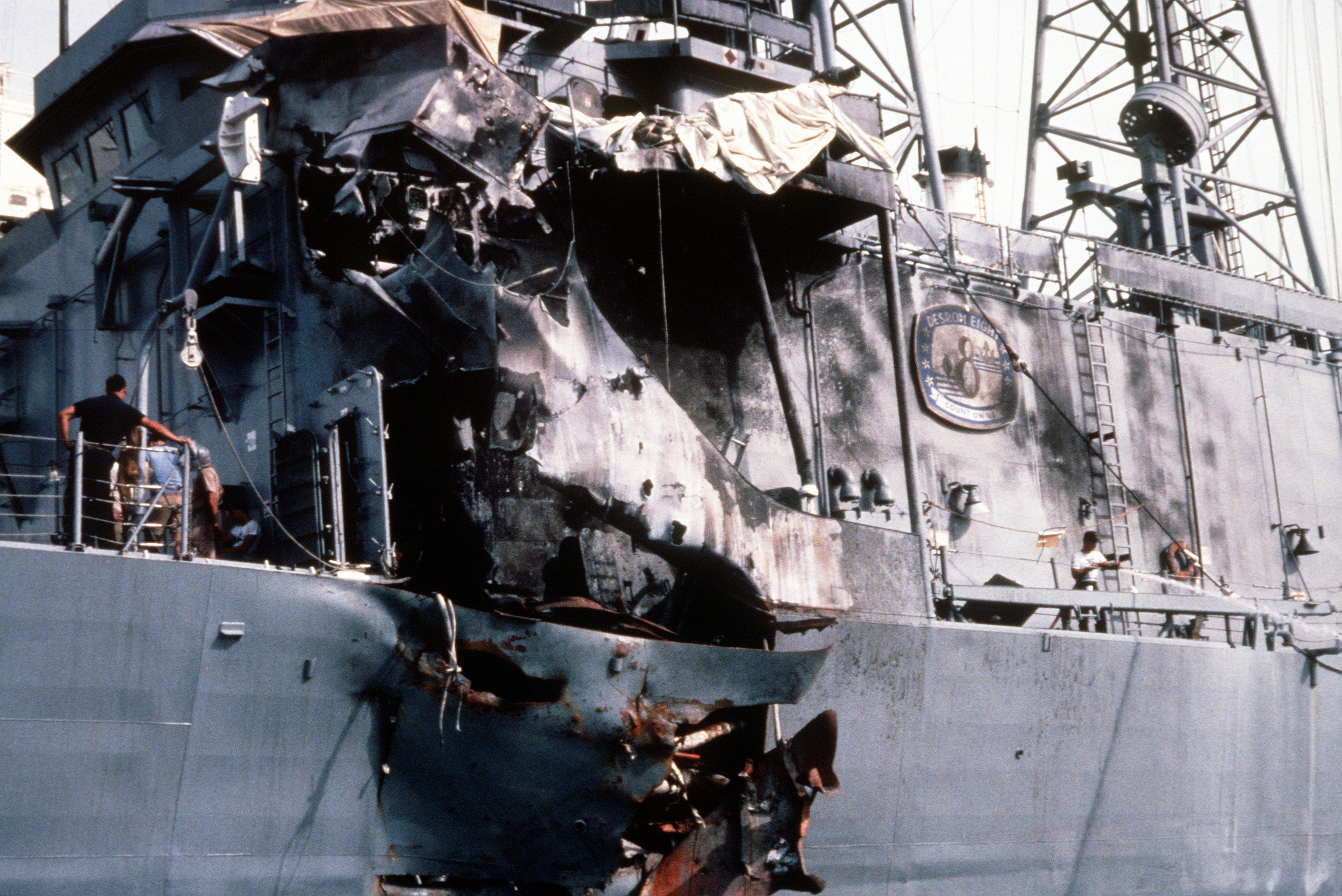
Uszkodzenia trafionej pociskiem Exocet fregaty USS „Stark”.

Jednym z najbardziej znanych zatopień przez pociski przeciwokrętowe było zatopienie brytyjskiego nowoczesnego niszczyciela rakietowego HMS „Sheffield” przez wystrzelony z argentyńskiego samolotu pocisk AM-39 Exocet podczas wojny o Falklandy w 1982. Pociski Exocet dzięki rozpowszechnieniu na świecie były używane jeszcze w kilku lokalnych wojnach, w tym wojnie iracko-irańskiej 1980-1988, zarówno przeciw okrętom wojennym, jak i tankowcom różnych krajów w Zatoce Perskiej. Znanym incydentem było omyłkowe uszkodzenie dwoma irackimi Exocetami amerykańskiej fregaty USS „Stark” 17 maja 1987, która jednak przetrwała atak.
Mniejsze szanse użycia bojowego miały pociski Harpoon. Użyto ich między innymi przeciw libijskim korwetom proj. 1234E (Nanuchka II) 25 marca 1986, kiedy to jedną zatopiono.

### Użycie w Polsce
W Polsce nie konstruowano ani nie produkowano pocisków przeciwokrętowych, jedyne używane były pociski importowane z zagranicy. Pierwszy i przez długie lata jedyny używany typ pocisków woda-woda – radziecki P-15, pojawił się od 1964 jako uzbrojenie kutrów rakietowych projektu 205 (Osa). Realną wartość bojową na nowoczesnym polu walki utraciły one w latach 80. XX w., lecz do celów ćwiczebnych używano ich do I dekady XXI wieku. Od 1983 używano ich nowocześniejszej wersji rozwojowej – pocisków P-21/P-22, wraz z korwetami rakietowymi projektu 1241RE (Tarantul), a później niszczycielem rakietowym ORP „Warszawa”. Na przełomie lat 80. XX w. i 90 XX w. Polska miała nabyć nowoczesne wówczas radzieckie pociski Ch-35 Uran, mające stanowić uzbrojenie kutrów projektu 660, lecz uniemożliwiły to przemiany polityczne i rozpad Układu Warszawskiego. W konsekwencji, na skutek trudności finansowych, trzy kutry proj. 660 otrzymały nowoczesne szwedzkie pociski RBS-15 Mk 2 dopiero w połowie I dekady XXI wieku. Obecnie trwa ich wymiana na nowszy model RBS-15 Mk 3. Ponadto od 2000 Polska otrzymała niewielką liczbę pocisków RGM-84 Harpoon wraz z dwoma fregatami typu Oliver Hazard Perry.
Od 1963 do początku lat 70 XX w. w Polsce używano także dwóch wyrzutni i niewielkiej liczby pocisków ziemia-woda S-2 Sopka. Na początku lat 80. Polska próbowała zakupić w ZSRR  brzegowy system Rubież-E, lecz ostatecznie z tego zrezygnowano. Do połowy 2013 roku pocisk Sopka był jedynym używanym w Polsce pociskiem ziemia-woda, do czasu przyjęcia do służby przez Nabrzeżny Dywizjon Rakietowy pocisku NSM.